# Anthony O'Connell
Anthony J. O'Connell byl katolický biskup diecéze Palm Beach na Floridě. V roce 2002 přiznal, že od sedmdesátých let měl sexuální vztah s Christoferem Dixonem, původně jako se studentem semináře. Dixon vypověděl, že vztah trval do devadesátých let. O'Connell se přiznal poté, co se na něj Dixon obrátil se stížností, že byl zneužit dvěma jinými knězi. Kontakt O'Connella s Dixonem byl označen za sexuální zneužití a Dixon získal mimosoudní odškodnění ve výši 125 000 $. O'Connell 8. března 2002 odstoupil z funkce.
O'Connell byl v roce 1988 jmenován prvním biskupem katolické diecéze v Knoxville a v roce 1998 pověřen vedením diecéze v Palm Beach, kde měl pomoci, aby se diecéze vzpamatovala, když jeho předchůdce biskup Joseph Keith Symons přiznal, že během své kariéry pohlavně zneužíval pět chlapců.